# Chafik Chraïbi
Pour les articles homonymes, voir Chraïbi.
Chafik Chraïbi, né en 1956, est un professeur marocain de gynécologie obstétrique, œuvrant notamment pour la prévention et la lutte contre l'avortement clandestin dans son pays.

## Biographie

### Jeunesse et formation
Né en 1956, Chafik Chraïbi étudie à la Faculté de médecine de Rabat.

### Carrière et militantisme associatif
En 1984, Chafik ChraÏbi devient professeur et chef du service de gynécologie obstétrique de la maternité des Orangers (CHU Ibn Sina de Rabat). 
En 2005, il crée la Société marocaine des maladies du sein (SMMS) et en 2008, l’Association marocaine de lutte contre l’avortement clandestin (AMLAC), dont il est respectivement le président,. Entre-temps, en 2007, il obtient la médaille de vermeil de l’Académie Arts-Sciences-Lettres, basée à Paris.
En 2010, il intervient dans le cadre d'un reportage — « Avortement : une question en suspens », diffusé en mai par la chaîne marocaine 2M dans l'émission Grand Angle — qui suscite une polémique sur l'avortement au sein du Maroc. Dans ce reportage, on le voit dans son service hospitalier, également en phase finale de la préparation du premier congrès de l'AMLAC qui aura lieu peu après, les 28 et 29 mai, et réunira « des experts médicaux, des religieux, des juristes et des hommes politiques » : au Maroc (où seul l'avortement pour protéger la « santé » de la mère est légalement permis, selon l'article 453 du Code pénal), une manifestation de ce type, sur le sujet tabou de l'avortement clandestin, ne s'était alors encore jamais produite.
En 2014, il est classé par l'hebdomadaire panafricain Jeune Afrique parmi les 50 figures les plus influentes du Maroc.
En 2015, fin janvier, il est destitué de ses fonctions de chef de service au sein de la maternité des Orangers par arrêté ministériel à la suite d'un reportage — « Maroc : Les avortements clandestins », diffusé le 11 décembre 2014 par la chaîne France 2 dans l'émission Envoyé spécial — majoritairement tourné dans son service. La polémique sur l'avortement au Maroc s’en trouve relancée, tandis que le 10 février, une page intitulée « Soutien au Pr Chafik Chraïbi »  est créée sur Facebook et que, deux jours plus tard, environ 12 000 personnes y sont inscrites. La même année, selon ses propos (contacté non officiellement pour réintégrer son poste), il opte pour ne prendre sa décision qu'après le 16 mars, date d'un « débat national » sur la question de l'avortement au sein de la BNRM. En avril, il est classé par Jeune Afrique parmi les 20 qui feront le Maroc.

### Vie familiale
Chafiq Chraïbi est père de quatre enfants issus de deux mariages.